# مارسيلو فيرادا دي نولي
مارسيلو فيرادا دي نولي (مواليد 25 يوليو 1943)، أستاذ سويدي فخري في علم الأوبئة وطبيب مختص في الطب النفسي (دكتوراه من معهد كارولينسكا، السويد). كان زميلًا باحثًا ومحاضرًا في كلية الطب بجامعة هارفارد، وشغل لاحقًا منصب رئيس المجموعة البحثية الدولية متعددة الثقافات لعلم الأوبئة في معهد كارولينسكا حتى عام 2009. يشتهر فيرادا دي نولي بأبحاثه حول السلوك الانتحاري المرتبط بالصدمة الشديدة. يعد مؤسس المنظمة غير الحكومية السويدية «أطباء سويديون من أجل حقوق الإنسان». يعتبر أيضًا كاتبًا وفنانًا في الرسم.

## مهنته الأكاديمية
دراساته: بكالوريوس جامعية (تشيلي) في الفلسفة من الجامعة الأسقفية الكاثوليكية في فالبارايسو عام 1962. جامعة كونثبثيون بين عامي 1962-1968. درجة بروفيسور في الفلسفة من جامعة تشيلي عام 1969. إجازة في العلوم الطبية (الطب النفسي) عام 1994، ودكتوراه في الطب النفسي عام 1996 من معهد كارولينسكا في السويد. ما بعد الدكتوراه في الطب الاجتماعي من كلية الطب بجامعة هارفارد عامي 1997-1998.
عمل فيرادا دي نولي أستاذًا في علم النفس في جامعة تشيلي في أريكا عام 1970. كان أستاذًا زائرًا في جامعة نويفو ليون المستقلة في المكسيك عام 1972. كان أستاذًا للمناهج النفسية الاجتماعية في جامعة كونثبثيون حين قام الانقلاب التشيلي عام 1973.
شغل فيرادا دي نولي مناصب بحثية مختلفة في معهد كارولينسكا في ستوكهولم، من باحث مساعد في قسم الطب النفسي الاجتماعي والطب الشرعي (1987) إلى عالم أبحاث كبير في علم الأعصاب السريري في قسم الطب النفسي (1997). عمل أستاذًا لعلم نفس الصحة في جامعة ترومسو، النرويج 1997. تأهل وأصبح أستاذًا في تعزيز الصحة، وأستاذًا في علم النفس عبر الثقافات في جامعة بيرغن في النرويج عام 1999، وأصبح أستاذًا زائرًا في علم النفس عبر الثقافات في الجامعة النرويجية للعلوم والتكنولوجيا في النرويج عام 2000. في السويد كان أستاذًا لوبائيات الصحة العامة في جامعة غافل، وكان في نفس المنصب في معهد كارولينسكا في قسم الطب الاجتماعي 2000-2007. شغل منصب أستاذ زائر للصحة الدولية في جامعة غافل عام 2007. نال لقب أستاذ فخري عام 2007. عُين أستاذًا منتسبًا في كلية الطب بجامعة تشيلي عام 2006.
ذُكر عمله في نحو 2,390 مقالة وكتاب علمي، إذ كتب ثلاثة مؤلفين في صحيفة كلينيكال سايكولوجي ريفيو (2009) أن فيرادا دي نولي وزملاءه خلقوا مسارًا جديدًا في مجال النشوء المرضي للسلوك الانتحاري المرتبط باضطراب الكرب التالي للصدمة النفسية. خلصت المراجعة إلى أن فيرادا دي نولي وزملاءه «أظهروا عند دراستهم اللاجئين المصابين باضطراب الكرب التالي للصدمة النفسية، أن الاكتئاب الشديد لم يبدِ ارتباطًا كبيرًا بمستويات عالية من السلوك الانتحاري». يعني ذلك أن الاكتئاب لا يتواسط في الطريق المؤدي إلى محاولات الانتحار الشديدة لدى ضحايا اضطراب الكرب التالي للصدمة النفسية كما كان يعتقد من قبل، بل يرتبط الطريق باضطراب الكرب التالي للصدمة مباشرة. أوصى الاكتشاف بإجراء تعديلات في الوقاية من السلوك الانتحاري وعلاجه. تمثل أحد الاكتشافات الهامة أيضًا في وجود ارتباطات مهمة بين أساليب محددة في السلوك الانتحاري والأساليب المستخدمة في التعذيب الذي يتعرض له السجناء الذين شُخصوا فيما بعد باضطراب الكرب التالي للصدمة النفسية. أشار ديفيد ليستر إلى هذه النتيجة في كتابه الانتحار والهولوكوست، ولخصها قائلًا: «على سبيل المثال، فكر أولئك الذين تعرضوا للتعذيب بالمياه بالانتحار غرقًا». عيّن العرق عاملًا خطرًا مهمًا للوفيات الانتحارية في السويد، ووجد علامات ذات دلالة إحصائية تربط بين الحالة الاجتماعية والاقتصادية (إس إي إس) والسلوك الانتحاري في السويد. عينته الحكومة السويدية عضوًا علميًا مناوبًا في مجلس المراجعة الأخلاقية المركزي السويدي للبحث بين عامي 2004 و2007 وعامي 2007 و2012.

## نشاطه السياسي
وصفت الصحيفة السويدية دوغن نيهيتر (2008) فيرادا دي نولي بأنه «ليبرالي يساري»، وكتبت صحيفة إيستادز أليهاندا (2013): «ليبرالي يساري، لكن ماضيه المحافظ استمر في مطاردته». أعلن فيرادا دي نولي في صحيفة إكسبريسن (2018) أنه شارك بصفته «ليبراليًا اجتماعيًا» في تأسيس منظمة المحاربين المدعوة (إم آي آر- تنوع وشمول واحترام) في عام 1965، إلى جانب نشاطه لفترة وجيزة في الحزب الليبرالي السويدي خلال ثمانينيات القرن الماضي، إذ كان للحزب جانب اجتماعي ليبرالي في السياسة السويدية آنذاك.
في مقال رأي نُشر في دوغن نيهيتر (2015)، دعا فيرادا دي نولي السويد إلى أن تعود بلدًا محايدًا «كما كانت في زمن أولوف بالم»، و«أن تستأنف دورها النشط في العمل من أجل السلام واحترام حقوق الإنسان في العالم». عُرف فيرادا دي نولي بكونه أحد مؤسسي الحركة اليسارية الثورية (تشيلي) ومنظمة إم آي آر (1965)، وشارك في تأليف «أطروحة سياسية عسكرية» وافق عليها في المؤتمر التأسيسي. كانت منظمة إم آي آر منظمة محاربين يسارية متطرفة ذات جذور في الحزب الاشتراكي التشيلي، وشارك فيرادا دي نولي في المجلس الإقليمي لمنظمتها الشبابية في كونثبثيون. اعتبر نظام بينوشيه منظمة إم آي آر «هدفها الأول في مكافحة التمرد». اعتُقل فيرادا دي نولي عدة مرات من قبل السلطات الحكومية، وكان أحد القادة الـ 13 للمنظمة ممن أُدرجت أسماؤهم في مذكرة التوقيف الوطنية الصادرة عن السلطات التشيلية المعنية بأنشطة التخريب التي قامت بها المنظمة في عام 1969. أُلقي القبض عليه في النهاية واحتجز بمعزل عن العالم الخارجي في سجن كونثبثيون.
بعد إجهاض مقاومة المنظمة للجيش في كونثبثيون عقب الانقلاب التشيلي عام 1973، أُلقي القبض على فيرادا دي نولي واحتُجز في جزيرة كيريكينا. نشرت صحيفة لا تيرسيرا صورة من هذا العصر ظهر فيها فيرادا دي نولي وسط سجناء وُصفوا بـ «المتطرفين الذين هاجموا القوات العسكرية بأسلحة نارية».
ذهب إلى إيطاليا عام 1974 ليشارك بصفته شاهدًا في محكمة راسل في روما، إذ استعرضت المحكمة انتهاكات حقوق الإنسان من قبل المجلس العسكري لحكومة تشيلي.
في السويد، استمر في العمل رئيسًا للإم آي آر والمجلس التنسيقي الثوري لمكافحة الاستخبارات في الدول الاسكندنافية حتى عام 1997، إذ رصد عملية كوندور. في عام 1976، بدأ يعمل طبيبًا نفسيًا في الخدمات الصحية للاجئين السياسيين في مقاطعة ستوكهولم، وعمل في عام 1989 في تقديم العلاج في الأزمات ضمن مشروع الصليب الأحمر السويدي للاجئين المصابين بصدمات نفسية والناجين من التعذيب. شارك في الحزب الليبرالي السويدي خلال منتصف ثمانينيات القرن الماضي.
بعد تقاعده، أسس فيرادا دي نولي صحيفة ذا إنديكتر الإلكترونية التي تتناول «حقوق الإنسان والقضايا الجيوسياسية»، وذلك وفق ما يُقرأ على لافتة الصحيفة.

## عائلته
وُلد مارسيلو فيرادا دي نولي في كوبيابو في تشيلي لعائلة من أصل إيطالي، انحدرت عائلته من النبيل والملاح أنطونيو دي نولي. كان والده صاحب شركة وضابطًا متقاعدًا في القوات المسلحة، وكانت والدته أستاذة في جامعة كونثبثيون. كان أبًا لسبعة أطفال، من بينهم الكاتبان السويديان كارولين رينغسكوغ فيرادا نولي ونيكولاس رينغسكوغ فيرادا نولي. يعيش في بيرغامو بإيطاليا.